# Prato Sesia
Prato Sesia (Pra in piemontese) è un comune italiano di 1 842 abitanti della provincia di Novara in Piemonte.
È attraversato dal torrente Roccia, breve affluente del Sesia. Il comune infatti, è situato sulla riva sinistra del fiume, tra i colli della bassa Valsesia. Prato Sesia è diviso nei rioni di Prato Vecchio (Prà Vègia), Prato Nuovo (Prà Nova), e Gabbio. Fanno parte del comune di Prato Sesia anche le frazioni di Baragiotta, Ca' Bianca e Ca di Spagna. Nota come Prato, vi fu aggiunto lo specificativo Sesia per differenziarla da altri comuni omonimi a partire dal 31 maggio 1863.

## Storia
Prato Sesia è l'antico Karon che significa "sopra le acque". Secondo la tradizione, infatti, un grande lago si estendeva nei tempi passati tra la collina di Sopramonte e quella di San Lorenzo, dove ora sorge il paese. Nel Medioevo dipendeva dal comune di Romagnano Sesia e aveva un'unica frazione: Sopramonte. Verso la metà del Cinquecento, dopo lunghe liti poté finalmente costituirsi comune a sé. Nel paese nacque il generale Giacomo Antonini.

### Simboli
Lo stemma e il gonfalone sono stati concessi con DPR del 26 settembre 1954.
Il gonfalone è un drappo partito di bianco e di rosso.

## Monumenti e luoghi d'interesse

### Chiesa parrocchiale di San Bernardo

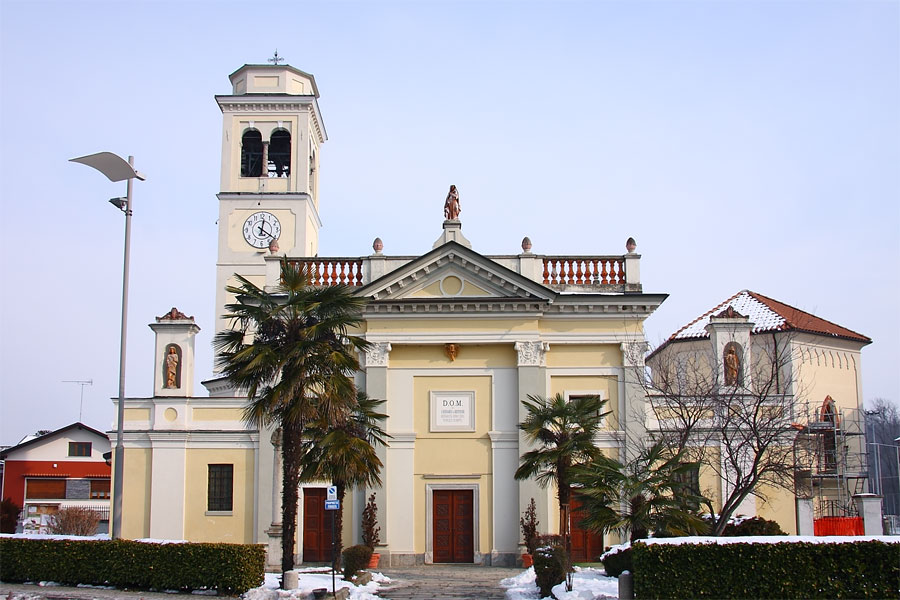
Chiesa parrocchiale

È dedicata a san Bernardo di Mentone (statua nella prima cappella della navata sinistra), che si festeggia il 15 giugno. È molto antica, se ne hanno notizie già dal XIV secolo. Ha tre navate sostenute da otto colonne di granito. Nel 1755 venne ampliato il coro. Il campanile che si sfasciò perché ormai troppo vecchio, fu ricostruito nel 1724. Le due cappelle laterali sono state usate in passato dalla corale per fare catechismo, per allestire il presepio… Per molti anni pitture risalenti al XVIII secolo rimasero nascoste sotto parecchie mani di vernice, ma nel 1994 sono state restaurate grazie all'interesse di don Mario Vanini. La cappella di destra, chiamata "cappella del rosario" è la più affrescata: riporta scene della vita di Gesù dipinte da un pittore romagnanese, Tarquinio Grassi, nel 1713. È stata restaurata da Bramante, con la collaborazione di altri pittori. La cappella di sinistra, chiamata "cappella di Santa Marta" è arricchita da bassorilievi decorati raffiguranti le quattro virtù cardinali: Prudenza, Giustizia, Fortezza e Temperanza, realizzate verso la fine del Settecento, si cui non si conosce l'autore.
L'organo del paese è uno dei più belli della zona ed è costituito di ben 1468 canne. Fu ricostruito per volere del parroco don Giuseppe Vicario, dopo il fulmine che colpì la chiesa nel 1961, distruggendo un bel pezzo del campanile e anche l'organo. È in grado di simulare i timbri dei flauti e degli strumenti ad arco.

### Chiesetta della Madonna della Neve
Fu benedetta il 5 agosto 1714. Si trova vicino a Baragiotta, in posizione pittoresca e panoramica. Per raggiungerla bisogna percorrere una piccola strada asfaltata in salita.

### Chiesetta di San Sebastiano
Costruita dal comune nel 1730 ed ormai sconsacrata. Ha un affresco un po' scrostato che rappresenta il Martirio di san Sebastiano. Si trova sulla strada per andare al cimitero. Prima aveva un porticato che attraversava la strada, poi è stato distrutto per agevolare il passaggio dei camion.

### Chiesetta della natività di Maria Vergine

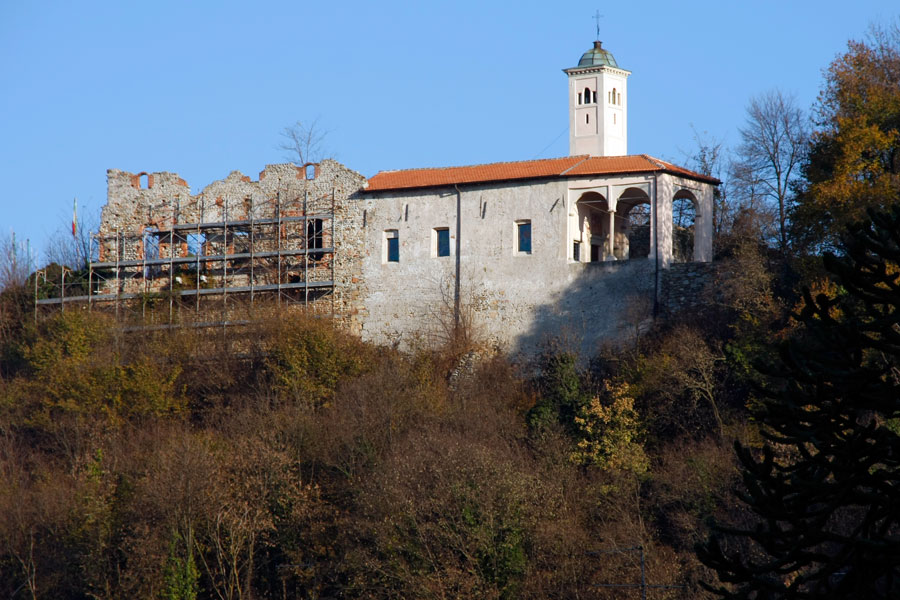
Chiesetta della natività di Maria Vergine sul colle che sovrasta Prato Sesia

Detta anche più semplicemente "chiesetta del castello". È la più amata dai pratesi, sicuramente per la sua suggestiva posizione sull'alto della collina, preceduta da un bel prato e circondata dalle rovine del vecchio castello. È dedicata alla natività di Maria, e per la sua festa, l'8 settembre, si conserva ancora la tradizione secolare di celebrarvi le funzioni domenicali, con i vespri e l'incanto dell'offerta, terminando con belle scampagnate nelle vigne dei dintorni. Vi è conservata una statuetta lignea della Madonna, che si dice provenga dalle rovine dell'incendio del castello.
Il luogo è anche legato al "miracolo" del paese. Si narra che una volta, durante la funzione di ringraziamento per il raccolto, che allora si teneva alla fine dell'autunno nella chiesa del castello, scoppiò un violento temporale che fece cadere il Crocifisso portato fin lì in processione e appoggiato sotto il portico. Caduto sui tetti delle case del paese, con un volo di 50 metri di dislivello, il Crocifisso fu ritrovato intatto e ricoperto di caldo sudore. I fedeli dedicarono al Crocifisso miracoloso una cappella nella chiesa parrocchiale, e tutti gli anni lo si venera ancora nella festa di Cristo Re.

### Chiesetta della Beata Vergine della Quercia
Si chiama così perché ha un dipinto che rappresenta la Madonna sotto una quercia, circondata da angioletti. Si trova a Prato Vecchio. Fu costruita da Giovanni Viocca nel 1646.

### Chiesetta di Santa Bernardetta di Lourdes
Si trova nel cuore di Prato Nuovo. Fu eretta dai fratelli Carlo e Giacomo Genesi, che vollero ricostruirvi l'ambiente di Lourdes.

### La torre e le rovine del castello

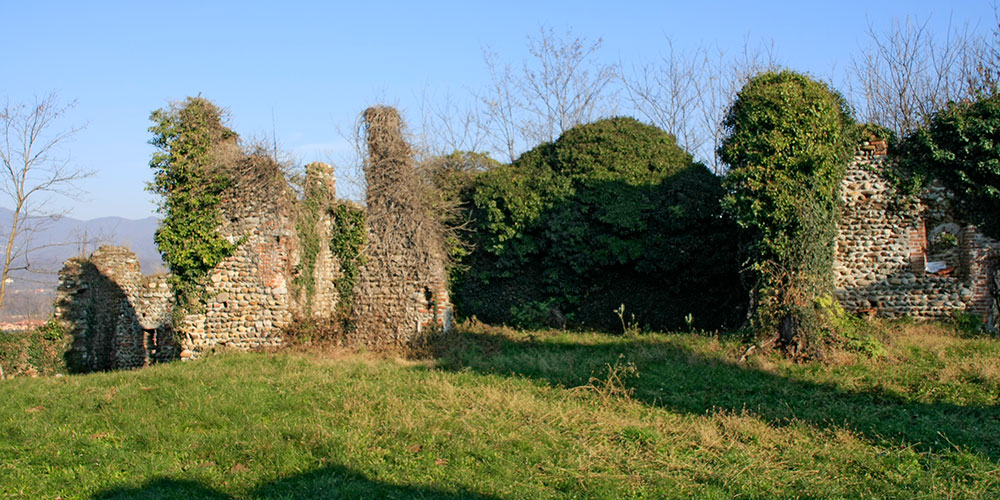
Resti del castello di Sopramonte

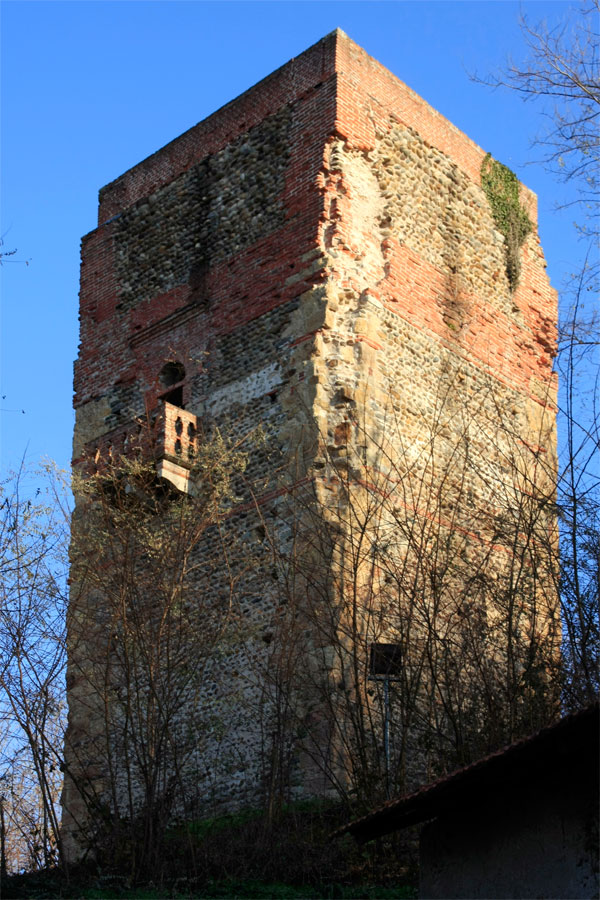
Torre medioevale

Nelle vicinanze della chiesetta del castello sorge la torre medioevale, quella che si può vedere anche dal paese, dalla strada provinciale. È l'antica torre di vedetta del castello di Sopramonte alta circa 20 metri e ancora ben conservata. Oggi non visitabile perché pericolante, fu a lungo utilizzata come serbatoio di acqua piovana, che veniva raccolta in un'apposita vasca.
Dietro la chiesetta ci sono resti di un castello: "i casaci". La leggenda vuole che una galleria lo colleghi al castello di San Lorenzo, sulla collina di Gattinara. L'imbocco di questa galleria si trova sotto "i casaci", nella parte esposta verso nord. È sconsigliato provare ad addentrarsi, perché è pericoloso e per giunta la galleria è bloccata.
Da dietro la chiesetta si può avere una vista stupenda del paese e delle Alpi. Recentemente la zona de' "i casaci", prima in stato di abbandono, è stata allestita come posto di ritrovo per le feste del paese.

## Cultura

### Biblioteca
È presente la Biblioteca Civica "Rinolfi Camana" fondata nel 1972.

## Società

### Evoluzione demografica
Abitanti censiti

## Amministrazione
Di seguito è presentata una tabella relativa alle amministrazioni che si sono succedute in questo comune.
| Periodo         | Periodo         | Primo cittadino | Partito                                                          | Carica  | Note  |
| --------------- | --------------- | --------------- | ---------------------------------------------------------------- | ------- | ----- |
| 14 giugno 1985  | 25 maggio 1990  | Italo Rolando   | Partito Comunista Italiano                                       | Sindaco | [ 9 ] |
| 25 maggio 1990  | 9 febbraio 1993 | Italo Rolando   | Partito Comunista Italiano, Partito della Rifondazione Comunista | Sindaco | [ 9 ] |
| 9 febbraio 1993 | 24 aprile 1995  | Gianni Manuelli | Partito Socialista Italiano                                      | Sindaco | [ 9 ] |
| 24 aprile 1995  | 14 giugno 1999  | Gianni Manuelli | centro-sinistra                                                  | Sindaco | [ 9 ] |
| 14 giugno 1999  | 14 giugno 2004  | Gianni Manuelli | centro-sinistra                                                  | Sindaco | [ 9 ] |
| 14 giugno 2004  | 8 giugno 2009   | Simonetta Rossi | lista civica                                                     | Sindaco | [ 9 ] |
| 8 giugno 2009   | 26 maggio 2014  | Luca Manuelli   | lista civica                                                     | Sindaco | [ 9 ] |
| 26 maggio 2014  | 27 maggio 2019  | Luca Manuelli   | lista civica Miglioriamo Prato Sesia                             | Sindaco | [ 9 ] |
| 27 maggio 2019  | 9 giugno 2024   | Alberto Boraso  | lista civica Insieme si cresce                                   | Sindaco | [ 9 ] |
| 9 giugno 2024   | in carica       | Tiana Nicoloso  | lista civica VIVIamo Prato Sesia                                 | Sindaco | [ 9 ] |